# 卡爾卡柳鄉
45°11′N 28°09′E / 45.183°N 28.150°E
卡爾卡柳鄉（羅馬尼亞語：Comuna Carcaliu, Tulcea），是羅馬尼亞的鄉份，位於該國東南部，由圖爾恰縣負責管轄，面積29平方公里，海拔高度22米，2002年人口3,191，人口密度每平方公里108人。